# Club Atlético River Plate 1921
Questa voce raccoglie le informazioni riguardanti il Club Atlético River Plate nelle competizioni ufficiali della stagione 1921.

## Stagione
Reduce dalla vittoria nella stagione precedente, il club affrontò il campionato del 1921, organizzato dalla Asociación Amateurs de Football, con diversi cambiamenti nella rosa. Con 25 vittorie all'attivo riuscì a piazzarsi al secondo posto, superato dal Racing Club de Avellaneda, che vinse 30 delle 38 gare a disposizione.

## Maglie e sponsor
| Casa |

## Rosa
| N. |                      | Ruolo | Calciatore        |
| -- | -------------------- | ----- | ----------------- |
|    | Argentina (bandiera) | P     | Maglio Caimi      |
|    | Argentina (bandiera) | P     | Luis Libera       |
|    | Argentina (bandiera) | P     | Agustín Moreretto |
|    | Argentina (bandiera) | P     | Francisco Rais    |
|    | Argentina (bandiera) | D     | Pedro Choperena   |
|    | Argentina (bandiera) | D     | Jacinto Giúdice   |
|    | Argentina (bandiera) | D     | Francisco Locatti |
|    | Argentina (bandiera) | D     | Arturo Somon      |
|    | Argentina (bandiera) | C     | Pedro Etchenique  |
|    | Argentina (bandiera) | C     | Cándido García    |
|    | Argentina (bandiera) | C     | Heriberto Simmons |
|    | Argentina (bandiera) | C     | Roberto Taramasso |
|    | Argentina (bandiera) | A     | Aníbal Arroyuelo  |
|    | Argentina (bandiera) | A     | Ildefonso Alzúa   |

| N. |                      | Ruolo | Calciatore         |
| -- | -------------------- | ----- | ------------------ |
|    | Argentina (bandiera) | A     | M. Bugallo         |
|    | Argentina (bandiera) | A     | Juan Canada        |
|    | Argentina (bandiera) | A     | Eduardo Espoile    |
|    | Argentina (bandiera) | A     | Enrique Gainzarain |
|    | Argentina (bandiera) | A     | Tomás Galanzino    |
|    | Argentina (bandiera) | A     | Pascual Licciardi  |
|    | Argentina (bandiera) | A     | Fausto Lucarelli   |
|    | Argentina (bandiera) | A     | S. Medina          |
|    | Argentina (bandiera) | A     | Emilio Medone      |
|    | Argentina (bandiera) | A     | Santiago Ortelli   |
|    | Argentina (bandiera) | A     | Rogelio Pérez      |
|    | Argentina (bandiera) | A     | F. Ravina          |
|    | Argentina (bandiera) | A     | Nicolás Rofrano    |
|    | Argentina (bandiera) | A     | José Ventura       |

## Statistiche

### Statistiche di squadra
| Competizione     | Punti | Totale | Totale | Totale | Totale | Totale | Totale | DR  |
| Competizione     | Punti | G      | V      | N      | P      | Gf     | Gs     | DR  |
| ---------------- | ----- | ------ | ------ | ------ | ------ | ------ | ------ | --- |
| Primera División | 54    | 38     | 25     | 4      | 9      | 69     | 30     | +39 |
| Totale           | -     |        |        |        |        |        |        | -   |